# Nancy Everhard
Nancy Everhard (* 30. November 1957 in Wadsworth, Ohio) ist eine US-amerikanische Schauspielerin.

## Leben und Karriere
Everhard debütierte in einer kleinen Nebenrolle in dem Fernsehdrama Born Beautiful aus dem Jahr 1982. Nach zahlreichen Gastauftritten in Fernsehserien trat sie 1989 in dem Horrorfilm Demonstone neben Jan-Michael Vincent in einer größeren Rolle auf. In dem SF-Horrorfilm Deep Star Six (1989) verkörperte sie die einzige Frau der Besatzung einer Unterwasserstation, die den Angriff eines Ungeheuers überlebt. In dem Actionfilm The Punisher (1989) war sie an der Seite von Dolph Lundgren, Louis Gossett junior und Jeroen Krabbé zu sehen.
In den 1990er Jahren folgten Auftritte in Fernsehserien, die sich meist auf eine oder zwei Folgen beschränkten. Von 2002 bis 2004 spielte Everhard in der Fernsehserie Everwood mit.
Everhard ist mit dem Schauspieler Tom Amandes verheiratet, den sie bei den Dreharbeiten zu der Fernsehserie Die Unbestechlichen kennenlernte. Sie haben drei gemeinsame Kinder.

## Filmografie (Auswahl)
- 1982: Born Beautiful (Fernsehfilm)
- 1985: Airwolf (Fernsehserie, Staffel 3, Episode 7)
- 1989: Deep Star Six
- 1989: Der unheimliche Hulk vor Gericht (The Trial of the Incredible Hulk, Fernsehfilm)
- 1989: The Punisher
- 1989: An Eight Is Enough Wedding (Fernsehfilm)
- 1990: Demonstone
- 1990: Und wieder 48 Stunden (Another 48 Hrs.)
- 1990: Killing Cop (The China Lake Murders, Fernsehfilm)
- 1993–1994: Die Unbestechlichen (The Untouchables, Fernsehserie, 28 Folgen)
- 2002–2004: Everwood (Fernsehserie, 13 Folgen)
- 2005: Düstere Legenden 3 (Urban Legends: Bloody Mary)